# Moerdijk
Moerdijk este o comună și o localitate în provincia Brabantul de Nord, Țările de Jos.

## Localități componente
Fijnaart en Heijningen, Klundert, Moerdijk, Standdaarbuiten, Willemstad, Zevenbergen